# Indicopleustes typicus
Indicopleustes typicus är en insektsart som beskrevs av Teiso Esaki 1932. Indicopleustes typicus ingår i släktet Indicopleustes och familjen hornstritar. Inga underarter finns listade i Catalogue of Life.